# Federal Way
Federal Way este un oraș din comitatul King, statul  Washington,  Statele Unite ale Americii. Orașul are o suprafață 54,8 km² și are în anul 2005 o populațe de 83.088 loc. Federal Way se află în golful Puget Sound între orașele Seattle și Tacoma. Cu toate că Federal Way este mai aproape de Tacoma, orașul este considerat o suburbie a orașului Seattle.

## Istoric
Orașul este amintit pentru prima oară în anul 1929. Numele lui provine de la șoseaua magistrală US-Highway 99 (Washington State Highway 99). În anul 1931 a fost înființată școala „Federal Way High School” (clasele V-XII).

## Demografie

### Evoluție demografică
| Anul | Populație¹ |
| ---- | ---------- |
| 1990 | 67.535     |
| 2000 | 83.259     |
| 2010 | 89.306     |

¹ 1990–2010: Recensământul din; 2010: Date de la US Census Bureau

### Structura rasialǎ
Populația totală a orașului în 2010: 89,306
Structura rasială în conformitate cu recensământul din 2010:
- 57.5% Albi
- 9.7% Negri
- 0.9% Americani Nativi
- 14.2% Asiatici
- 2.7% Hawaieni Nativi sau locuitori ai Insulelor Pacificului
- 6.6% Două sau mai multe rase
- 8.4% Altă rasă
- 16.2% Hispanici sau Latino (de orice rasă)

## Personalități marcante
- Ariana Kukors (născută în 1989), înotătoare, deținătoare a unui record mondial
- JR Celski (născut în 1990), atlet